# SPLAY (日本のバンド)
SPLAY（スプレイ）は、日本の幼なじみ+1の4人組J−POPバンド。大阪府出身。所属事務所はシンコーミュージック。所属レコード会社はポニーキャニオン。

## 概要
2000年に大阪の高槻市にある大阪府立島上高等学校の卒業生でTHPLAYとして結成される。地元・大阪のライブハウス・セカンドラインなどでライブ活動を展開。2005年にインディーズでミニアルバム「HAPPY END」をリリース。
その後THPLAYをSPLAYに改名し、プロデューサーに片岡大志を迎え2006年6月21日にポニーキャニオンから「Ring your bell」でメジャーデビュー。この「Ring your bell」は2006年6月度のMonthly A Musicに抜擢され、キングコング、青木さやからが司会を務める日本テレビ系列全国26局ネットの音楽番組「音楽戦士 MUSIC FIGHTER」でも 2006年6月度ヘヴィー・ローテーションに起用される。
続く2ndシングル「Drawing days」はテレビ東京系列全国6局ネット（テレビ東京、テレビ大阪、テレビ北海道、テレビ愛知、テレビせとうち、TVQ九州放送）にて毎週土曜日朝10時30分から放送のTVアニメ「家庭教師ヒットマンREBORN!」第一弾オープニングテーマ(2006年10月7日～2007年4月7日放送分まで) 。またNACK5などのFMラジオ局の2006年12月度パワープレイにも選ばれる。
それらを含む1stアルバム「FAREWELL MORNING LIGHT」は全12曲入りで、SPLAY初のフルアルバムとなった。収録曲はSPLAYの得意とするミディアムナンバーを中心としたサウンドで、歌詞にはデビューを機に上京したメンバーの決意が込められている。タイトルの意味をボーカルの向井は「アルバムのレコーディングは夜から朝にかけて行われた。アルバムが完成した事によって、そのレコーディングの象徴である朝陽にさよならを言う感じ」と説明している。ゲストミュージシャンとしてMr.Childrenなどのツアーサポートを務めるキーボーディストの浦清英、小野リサのレギュラーメンバーとして活躍するパーカッショニスト石川智らが参加。アルバムの7曲目に収録されている「Moca」には、エレクトロニカの分野で世界的活躍を見せるボーカリストpianaがゲスト参加しており、SPLAY初のデュエット曲を披露。またアルバムの最後には、ROMZ   RECORDS所属のアーティストCOM.Aによる、1stシングルのカップリング曲「People on the floor」のリミックス「People on the floor(People on the air.mix)」も収録されている。pianaとCOM.Aの参加は向井たっての希望だったようで、各メディアのインタビューに「心から感動した」と話している。
3rdシングル「Echo again」は「Drawing days」と同じく、TVアニメ「家庭教師ヒットマンREBORN!」の第三弾エンディングテーマ(2007年5月5日から2007年6月30日放送分まで)になっている。初めて打ち込みを取り入れ、リズムループに生のドラムを組み合わせる新たな試みに挑んだ作品。
4thシングル「瞳」のカップリング曲「ソングブック」はフジテレビ地上波、関東ローカル深夜枠放送モト冬樹主演のドラマ「ヅラ刑事 頭上最大の決戦」エンディングテーマだ。しかし実際に放送された際には「ソングブック」ではなく、シングル表題曲の「瞳」、それもデモ音源がオンエアされてしまう。たがDVDは「ソングブック」へと差し替えられている。「瞳」はプロデューサーに今迄の片岡大志から変わって松岡モトキを迎え製作され、SPLAYにとって初のアコースティック・ギターと生ストリングスを大胆に取り入れた、冬にぴったりの王道バラードナンバーとなった。ライナーノーツにて、ba.東が「この曲が生まれた事によって、このアルバムの進むべき道、そして今後のSPLAYの進むべき道が決まった、とても大事な大事な一曲になった。」と語っている。
満を持して発表された2ndアルバム「AFTER THE MELODY ENDS」は全12曲入り。プロデューサーに松岡モトキに加え渡辺善太郎を起用、さらにはセルフプロデュース作品も収録されている。アルバムリード曲でもある「冬の空」がTBS系列の島田紳助が司会のクイズ番組「世界バリバリ★バリュー」エンディングテーマにアルバム収録曲として異例のタイアップを獲得。また、「家庭教師ヒットマンREBORN!」の第五弾エンディングテーマ「Sakura addiction」（歌：雲雀恭弥vs六道骸・SPLAYのインディーズ時代発表の同名曲を提供したもの）のオリジナル・バージョン（セルフカバー）も収録。確かな成長を感じさせるSPLAYにとって1つの到達点ともいえる作品になった。
2ndアルバムリリース後の2008年にはワンマンライブを精力的に展開、マンスリー・ミーティングと題し3か月連続でワンマンライブを敢行、結果的には回を増す事に動員も増え後半はソールドアウトになり、入場しきれない観客も出た。その後も2か月に1度のこれまでにないハイペースでワンマンライブを展開、それらに加えアコースティック編成でのインストアライブも関東近郊のショッピングモールなどで行う。ファンとの距離を縮めた感のある2008年のSPLAY。それらのライブで培われた勢いを閉じ込めた初のライブアルバム「Live DRAWING DAYS」をライブ会場、通販のみで枚数限定リリース。内容はチケットが即ソールドアウトとなった下北沢でのライブをパッケージしたもので、新旧のライブでの定番曲を数多く収録。唯一新曲として収録された未発表曲「主人公」は「親友への手紙」をテーマにvo.向井が書き上げた1曲。
そして2008年9月6日に新宿にて行われたワンマンライブにて、突然の年内解散を発表。彼らが自主企画、ワンマンライブでタイトルとして掲げて来た「SPLAY presents CREATION.」シリーズは2008年11月18日渋谷、12月2日大阪での解散ライブ「SPLAY presents CREATION.11『HAPPY END』」を以て幕を閉じる。

## メンバー
- 向井隆昭（むかい たかあき）
  - 1980年6月16日生まれ。AB型。ボーカル、ギター。作詞、作曲を担当。一人っ子。愛読する作家は村上春樹。晴れていれば毎日でも布団を干す。ポニーキャニオンのスタッフから誕生日プレゼントに布団乾燥機をプレゼントされたことも。写真を撮る事も趣味にしておりカメラはHOLGA、ポラロイド社製SX-70などを所有している。愛称は「たあ」もしくは「むっさん」。
  - SPLAY解散後は2011年よりことわざ能力検定協会の事務局長を務めている。[1]
- 園木理人（そのき りひと）
  - 1980年5月22日生まれ。B型。ギター。イジられキャラ。メンバー中イチバンの酒飲み、ひげが濃い。愛称は「りひと」、HOLGAやデジタルカメラを使った写真が趣味で「メモラー」と呼ばれる事も。
- 東俊介（あずま しゅんすけ）
  - 1980年7月20日生まれ。AB型。ベース。潤滑油的役割を担うムード・メーカー。タイミングが悪く、ここぞというときに1人だけトイレに行っていたりする。体は細いがかなりの甘党で、家の冷蔵庫にはコンデンスミルクを常備している。絵を描く事が趣味でミニアルバム「HAPPY END」のジャケットやTシャツのイラストデザインを手がける。愛称は「しゅん」。
- 道本卓行（みちもと たかゆき）
  - 1980年7月10日生まれ。B型。ドラムス。作曲を担当。お父さん的存在といえるリーダー。ひとりの時間を好む一匹狼で、普段何をしているのかメンバーさえもわからない。愛称は「たかゆき」もしくは「リーダー」。

## ディスコグラフィー

### シングル
|     | タイトル       | リリース日     | 規格   | 販売生産番号 |
| --- | -------------- | -------------- | ------ | ------------ |
| 1st | Ring your bell | 2006年6月21日  | 12cmCD | PCCA-02273   |
| 2nd | Drawing days   | 2006年12月6日  | 12cmCD | PCCA-70169   |
| 3rd | Echo again     | 2007年5月30日  | 12cmCD | PCCA-02454   |
| 4th | 瞳             | 2007年11月21日 | 12cmCD | PCCA-02577   |

### ミニアルバム
|     | タイトル  | リリース日   | 規格   | 販売生産番号 |
| --- | --------- | ------------ | ------ | ------------ |
| 1st | HAPPY END | 2005年3月3日 | 12cmCD | TLRS-0001    |

### アルバム
|     | タイトル               | リリース日    | 規格   | 販売生産番号 |
| --- | ---------------------- | ------------- | ------ | ------------ |
| 1st | FAREWELL MORNING LIGHT | 2007年1月17日 | 12cmCD | PCCA-02382   |
| 2nd | AFTER THE MELODY ENDS  | 2008年1月30日 | 12cmCD | PCCA-02601   |

### ライブ・アルバム
|     | タイトル          | リリース日    | 規格   | 販売生産番号 |
| --- | ----------------- | ------------- | ------ | ------------ |
| 1st | Live DRAWING DAYS | 2008年7月30日 | 12cmCD | SMSP-0001    |

### オムニバス
|   | タイトル                                                                                                 | リリース日    | 規格   | 販売生産番号 |
| - | --- | ------------- | ------ | ------------ |
| 1 | bd SNOWBOARD RULERZ ORIGINAL SOUNDTRACK                                                                  | 2006年9月20日 | 12cmCD | PCCA-02325   |
| 2 | 家庭教師ヒットマンREBORN! オリジナル サウンドトラック 〜標的2〜                                          | 2007年4月18日 | 12cmCD | PCCR-00449   |
| 3 | 家庭教師ヒットマンREBORN! OPENING & ENDING THEME SONGS 〜vsヴァリアー編までのアニメ主題歌をフルで聴け!〜 | 2008年2月20日 | 12cmCD | PCCA-02635   |

### 楽曲提供
|   | タイトル                                            | リリース日    | 規格   | 販売生産番号 |
| - | --------------------------------------------------- | ------------- | ------ | ------------ |
| 1 | Sakura addiction 雲雀恭弥 vs 六道骸（雲雀恭弥編）   | 2007年11月7日 | 12cmCD | PCCA-70201   |
| 2 | Sakura addiction/雲雀恭弥 vs 六道 骸（六道 骸編）   | 2007年11月7日 | 12cmCD | PCCA-70202   |
| 3 | 家庭教師ヒットマンREBORN!公式キャラソンSINGLE大全集 | 2008年3月5日  | 12cmCD | PCCA-02638   |
| 4 | a little wonder/近藤隆                              | 2008年9月3日  | 12cmCD | PCCA-02735   |

## 出演番組

### ラジオ
- NIGHT CUBE（毎週金曜日21:00 - 21:54生放送 FM三重、2007年4月6日 - 2008年3月28日）
2007年4月6日より向井が林景子と金曜日のレギュラーパーソナリティを務める。他のメンバーもたまにゲスト出演している。

## エピソード
- 向井以外は小学校から同じ進路をたどっている。
- メンバー全員が普通自動二輪免許を取得していて、それぞれ異なったタイプのバイクに乗っている。